# Propensión marginal al ahorro
La propensión marginal al ahorro (PMA; en inglés, MPS) hace referencia al incremento en el ahorro que resulta de un aumento de la renta. Se define como el porcentaje de renta marginal que un agente económico (un consumidor, una familia, una empresa) ahorrará y reservará para el futuro. Este porcentaje variará en función del gasto realizado, del nivel de renta total, de las previsiones del agente o de sus preferencias financieras y económicas.[cita requerida]
Por ejemplo, si la propensión marginal al ahorro es igual a 0,35 y una familia ve incrementada su renta en un euro, la familia gastará 65 céntimos y ahorrará los 35 restantes. Es un concepto crucial, junto con la propensión marginal al consumo, en la teoría económica de Keynes, y es una de las claves que determinan el valor del multiplicador keynesiano.

## Formulación matemática
La propensión marginal al ahorro se define partir de la propensión marginal a consumir. Matemáticamente, puede expresarse como la siguiente derivada:

{\displaystyle {\mbox{PMC}}={\frac {dC}{dY_{D}}}}

que explica cuánto varía el consumo si varía el ingreso. En el análisis de consumo keynesiano, se usa frecuentemente la siguiente expresión simplificada para el consumo:

{\displaystyle C=C_{0}+cY_{D}\,}

que se considera aproximadamente válida para intervalos de variación de la renta en los que la PMC permanece aproximadamente constante:
{\displaystyle C\,} = consumo
{\displaystyle C_{0}\,} = consumo autónomo o fijo
{\displaystyle c\,} = propensión marginal al consumo
{\displaystyle Y_{D}\,} = ingreso disponible {\displaystyle Y(1-t)}
{\displaystyle (1-c)=b\,} = propensión marginal al ahorro

## Ejemplo
Ejemplificando, si la propensión marginal a ahorrar es 1, el individuo ahorraría todo nuevo ingreso. Si fuese 0, entonces gastaría todo aumento de su renta. 
La propensión marginal al ahorro dependerá, visto desde punto de vista de factores endógenos al modelo, de la capacidad de ahorro que tenga la economía y de la posibilidad que tenga ésta. Se espera que (b) tenga un valor más alto en economías de mayor desarrollo.
Matemáticamente, la función de la propensión marginal al ahorro se expresa como la derivada de la función de ahorro (S) respecto a la renta familiar disponible (Y).
{\displaystyle PMA={\frac {dS}{dY}}\!}
En otras palabras, la PMA se interpreta como la cantidad en la que aumenta el ahorro de las familias cuando se produce un incremento de una unidad monetaria en la renta disponible, tomando valores entre 0 y 1. Es el concepto opuesto a la propensión marginal al consumo (PMC). En un supuesto clásico de economía cerrada:
{\displaystyle PMA=1-PMC\!}
Y, por tanto:
{\displaystyle PMA+PMC=1\!}
Así, en el ejemplo anterior, siendo la PMA de 0.35, ante un incremento de la renta disponible en una unidad monetaria, el individuo o familia ahorrará 35 céntimos y gastará los 65 restantes.